# Arshak II

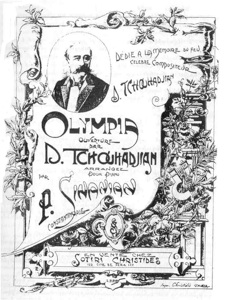
La première page de la transcription pour piano de l'ouverture de l'opéra « Archak II » publiée à Constantinople en 1900

Arshak II (titre original) est le premier opéra classique arménien, écrit par Dikran Tchouhadjian et T. Terzian en 1868. Ce livret, une tragédie lyrique en arménien et en italien, est basé sur les comptes rendus historiques du roi Arsace II, écrits par Moïse de Khorène et Fauste de Byzance.
Arshak II est le premier grand opéra arménien avec chœurs et ballets. Il a été partiellement mis en scène en 1873, assemblé le 29 novembre 1945 à l'Opéra d'Erevan, et a obtenu le Prix Staline en 1946. Arshak II est considéré comme un « bijou » de la culture musicale arménienne. En 2001, il a été mis en scène au San Francisco Opera. Pavel Lisitsian, Mihran Yerkat, et Tigran Levonyan étaient parmi les interprètes du rôle d'Arsace.